# Đồng Nơ
Đồng Nơ là một xã thuộc huyện Hớn Quản, tỉnh Bình Phước, Việt Nam.
Xã Đồng Nơ có diện tích 46,86 km², dân số năm 2005 là 4.520 người, mật độ dân số đạt 96 người/km².